# Polskie nazwy ulic i placów w Paryżu
Polskie nazwy ulic i placów w Paryżu – spośród około 6 tysięcy nazw placów, ulic i skwerów Paryża 18 nosi nazwy związane z Polską:
- Rue Radziwill – I Dzielnica – ślepa uliczka nieopodal ogrodu Palais Royal, przy której stał dom księcia Radziwiłła.
- Place Jean-Paul II – IV Dzielnica – plac przed wejściem do katedry Notre Dame. Rada Miejska, nadając w 2006 nazwę, złamała obowiązującą od 1932 zasadę konieczności upływu 5 lat od śmierci proponowanego patrona ulicy lub placu. Jan Paweł II po raz pierwszy znalazł się w Paryżu w 1947, aby uczyć się francuskiego w tutejszym Instytucie Katolickim, a w 1980 przyjechał do Paryża jako pierwszy papież od czasu Napoleona.
- Rue Pierre et Marie Curie – V Dzielnica (Dzielnica Łacińska) – nazwana na cześć najsłynniejszego polsko-francuskiego małżeństwa. Maria Skłodowska-Curie przez ponad 40 lat mieszkała w Paryżu, a jej szczątki – jako jedynej kobiety – spoczęły w krypcie paryskiego Panteonu.
- Rue Guillame Apollinaire – VI Dzielnica – odchodzi od placu Saint-Germain-des-Prés, na którym umieszczono rzeźbę Picassa upamiętniającą patrona ulicy – Guillaume'a Apollinaire'a.
- Rue Boy-Zelenski – X Dzielnica – znajdująca się nieopodal Kanału Saint Martin uliczka upamiętnia najwybitniejszego polskiego tłumacza literatury francuskiej, Tadeusza Boya-Żeleńskiego.
- Boulevard Poniatowski – XII Dzielnica – duży bulwar, biegnący od Sekwany do lasku Vincennes, upamiętnia postać marszałka Francji księcia Józefa Poniatowskiego.
- Jardin de Cyprian Kamil Norwid – XIII Dzielnica – otwarty w 2006 skwer obok Zakładu św. Kazimierza, w którym przez 6 lat mieszkał i zmarł Cyprian Kamil Norwid.
- Square du Cardinal Wyszynski – XIV Dzielnica – nazwa skweru w pobliżu kościoła Notre-Dame-du-Travail upamiętnia postać prymasa Stefana Wyszyńskiego.
- Place des Insurgés de Varsovie – XV Dzielnica – upamiętnia powstanie warszawskie.
- Rue Dantzig – XV Dzielnica – nazwa upamiętnia Gdańsk.
- Place Chopin  – XVI Dzielnica – nazwa upamiętnia Fryderyka Chopina.
- Rue Copernic – XVI Dzielnica – nazwa upamiętnia Mikołaja Kopernika.
- Avenue de Pologne – XVI Dzielnica – aleja nosi nazwę Polski.
- Place de Varsovie – XVI Dzielnica – nazwa od 1928 upamiętnia nazwę stolicy Polski.
- Rue Docteur Babinski – XVIII Dzielnica – nazwa upamiętnia Józefa Babińskiego, słynnego lekarza neurologa.
- Rue George Perec – XX Dzielnica – nazwa upamiętnia Georges'a Pereca, XX-wiecznego pisarza, pochodzącego z rodziny żydowskich emigrantów z Polski.
- Rue Hélène Jakubowicz – XX Dzielnica – nazwa upamiętnia polską Żydówkę, członka francuskiego Resistance, aresztowaną przez francuską policję i wywiezioną w 1942 do Auschwitz-Birkenau.
- Place Jan Karski – X Dzielnica – upamiętnia Jana Karskiego (wł. Jana Kozielewskiego). Nazwa nadana w 2015 roku[1].